# Smaragdtukanett
Smaragdtukanett (Aulacorhynchus prasinus) är en fågel i familjen tukaner inom ordningen hackspettartade fåglar.

## Utbredning och systematik
Artgränserna inom prasinus-komplexet, det vill säga smaragdtukanetten med släktingar, har varit mycket omdiskuterad. Idag urskiljs vanligen två arter, sydliga arten andinsk tukanett (A. albivitta) och nordliga smaragdtukanett. Smaragdtukanetten delas då in i sju underarter med följande utbredning:
- A. p. wagleri – Sierra Madre del Sur i sydvästra Mexiko (Guerrero och sydvästra Oaxaca)
- A. p. warneri – sydöstra Mexiko
- A. p. prasinus – östra och sydöstra Mexiko till Belize och norra Guatemala
- A. p. virescens – östra Guatemala till Honduras och norra Nicaragua
- A. p. volcanius – östra El Salvador
- A. c. caeruleogularis – Costa Rica till västra Panama
- A. c. cognatus – östra Panama och nordvästra Colombia

## Status
IUCN bedömer hotstatus för smaragdtukanetten i tre grupper (wagleri; caeruleogularis  och cognatus; övriga underarter), alla tre som livskraftiga.